# Paramelaconita
La paramelaconita és un mineral de la classe dels òxids. Va ser anomenada així el 1891 per George Augustus Koenig del grec παρά, proper, i melaconite, perquè és molt proper a la melaconita en la seva composició.

## Característiques
La paramelaconita és un òxid de fórmula química Cu₂Cu₂O₃. Cristal·litza en el sistema tetragonal. Forma cristalls normalment prismàtics de fins a 7,5 centímetres. També se'n troba de manera massiva. La seva duresa a l'escala de Mohs és 4,5.
Segons la classificació de Nickel-Strunz, la paramelaconita pertany a «04.AA - Òxids amb relació Metall:Oxigen = 2:1 i 1:1, i Catió:Anió (M:O) = 2:1 (i 1,8:1)» juntament amb el gel i la cuprita.

## Formació i jaciments
És un mineral secundari molt poc freqüent en els dipòsits hidrotermals de coure. Sol trobar-se associada a altres minerals com: cuprita, tenorita, connel·lita, malaquita, goethita, crisocol·la, plancheïta, dioptasa o atacamita. Va ser descoberta l'any 1891 a la mina Copper Queen, a Queen Hill, Bisbee (Arizona, Estats Units).